# Luce (The Sun)
Luce è il secondo album in studio del gruppo musicale italiano The Sun, pubblicato nel 2012 dalla Sony Music. Ha debuttato al 78º posto della classifica FIMI.

## Descrizione
Ispirato da un viaggio in Palestina nel novembre del 2011, il disco affronta i temi della vita dopo la morte, il coraggio, l'immortalità dell'anima, la gratitudine, l'amore per Dio e per l'umanità, la fede, la ricerca della felicità e la sessualità vissuta con amore. La produzione si è avvalsa dell'esperienza di Ted Jensen, presso il cui studio, lo Sterling Sound di New York, hanno masterizzato il disco. Il set fotografico, coordinato da Marianna Santoni, è stato realizzato in Umbria.
I tre brani a cui ha collaborato Federico Poggipollini sono diventati anche i primi tre singoli pubblicati: Onda perfetta, Sogno dei miei sogni e Outsider.

## Tracce
1. Onda perfetta – 3:26 (testo: Francesco Lorenzi – musica: Francesco Lorenzi, Maurizio Baggio)
2. I giorni che vogliamo – 3:29 (Francesco Lorenzi)
3. La leggenda – 3:23 (testo: Francesco Lorenzi – musica: Francesco Lorenzi, Roberto Visentin)
4. Più del sesso – 3:25 (Francesco Lorenzi)
5. Outsider – 2:47 (testo: Francesco Lorenzi – musica: Maurizio Baggio, Francesco Lorenzi)
6. Ciò che rimane – 2:39 (Francesco Lorenzi)
7. Betlemme – 4:15 (testo: Francesco Lorenzi – musica: Francesco Lorenzi, Maurizio Baggio)
8. Sogno dei miei sogni – 3:13 (testo: Francesco Lorenzi – musica: Francesco Lorenzi, Maurizio Baggio)
9. Spiriti del sole – 3:41 (Francesco Lorenzi)
10. Indelebile – 3:26 (testo: Maurizio Baggio, Francesco Lorenzi – musica: Maurizio Baggio)
11. Piccola mia – 3:34 (Francesco Lorenzi)
12. Voglio coraggio – 2:46 (Francesco Lorenzi)
13. Negli occhi – 5:47 (Francesco Lorenzi)

Tracce bonus Special Edition (iTunes)
1. Nemmeno un ciao – 2:40 (Francesco Lorenzi)

## Formazione
Formazione come da libretto.
The Sun
- Francesco "The President" Lorenzi – voce, chitarra
- Riccardo "Trash" Rossi – batteria
- Matteo "Lemma" Reghelin – basso, cori
- Gianluca "Boston" Menegozzo – chitarra, cori

Musicisti aggiuntivi
- Federico Poggipollini – assolo di chitarra (tracce 1, 5 e 8)

Produzione
- Maurizio Baggio – produzione artistica, registrazione, mixaggio
- Roberto Visentin – registrazione
- Michele Rebesco – produzione esecutiva, registrazione
- Francesco Lorenzi – mixaggio
- Ted Jensen – mastering
- Federico Paulovich  – tecnico della batteria
- Alberto Zanotto – direzione artistica
- Gaspare Grammatico – grafiche
- Marianna Santoni – fotografia
- Andrea Badoni – fotografia
- Davide Vasta – assistente alla fotografia
- Vanessa Roncella – assistente alla fotografia

## Classifiche
| Classifica (2012) | Posizione massima |
| ----------------- | ----------------- |
| Italia            | 78                |